# Jesziwa Szaloma Szachny w Lublinie
Jesziwa Szaloma Szachny w Lublinie – talmudyczna jesziwa założona w XVI wieku przez rabina Szaloma Szachnę, od 1530 będącego rabinem Lublina. 
Powstała na terenach wykupionych przez żydowskiego lekarza Izzaka Maja u podnóża Wzgórza Zamkowego. Jesziwa przyciągała studentów nie tylko z terenów Rzeczypospolitej, ale także z Czech czy Niemiec, a jednym z jej uczniów był Mojżesz ben Israel Isserles. W 1567 powstał murowany budynek wraz z synagogą Maharszala, którą nazwano tak na cześć pierwszego rektora jesziwy, którym był Salomon Luria, zwany Maharszalem.
Lubelska jesziwa była pierwszą akademią talmudyczną w całej Rzeczypospolitej, a zarazem pierwszą lubelską uczelnią wyższą. Jej rozpoznawalność na całym kontynencie przyczyniła się do określania jej mianem żydowskiego Oxfordu, zaś Lublina Jerozolimą Królestwa Polskiego.
Do tradycji jesziwy Szaloma Szachny nawiązywała działająca w XX wieku Jeszywas Chachmej Lublin.